# 蕭三蒨
蕭三蒨（?—?），辽兴宗耶律宗真的第一任皇后。驸马都尉萧匹里的女儿。
选入东宫，太平八年（1028年）十一月立为太子耶律宗真的太子妃。1031年，耶律宗真即位，是为辽兴宗，立萧三蒨为皇后。重熙初年，因有罪降为贵妃。
其父萧匹里所娶公主为辽圣宗长女耶律燕哥。